# کیم ویلسون
کیم ویلسون (انگلیسی: Kim Wilson؛ زادهٔ ۶ ژانویهٔ ۱۹۵۱
detroit، میشیگان
ایالات متحده آمریکا) یک موسیقی‌دان اهل ایالات متحده آمریکا است.